# Sporazumi Francuske i Ujedinjenog Kraljevstva o pomorskom razgraničenju iz 1996.
Sporazumi o pomorskom razgraničenju između Francuske i Ujedinjenog Kraljevstva iz 1996. dva su ugovora između Francuske i Ujedinjenog Kraljevstva koji uspostavljaju niz pomorskih granica između francuskih i britanskih teritorija u Karipskom moru.
Oba ugovora potpisana su u Londonu 27. lipnja 1996. Stupili su na snagu 30. siječnja 1997. nakon što su ih ratificirale obje države.

## Prvi ugovor
Prvi ugovor razgraničava granicu u Angvilskom kanalu između britanskog teritorija Angvila i francuskih teritorija Zajednica Sveti Martin i Sveti Bartolomej. Granica je pojednostavljena ekvidistantna pomorska linija koja ide otprilike u smjeru istok-zapad. Sastoji se od sedam ravnih dijelova definiranih s osam pojedinačnih koordinatnih točaka. Zapadni kraj granice čini tromeđu s tadašnjim Nizozemskim Antilima, a najistočniji kraj granice čini tromeđu s Antigvom i Barbudom. Puni naziv ugovora je Sporazum o pomorskom razgraničenju između Vlade Republike Francuske i Vlade Ujedinjenog Kraljevstva Velike Britanije i Sjeverne Irske koji se odnosi na Saint Martin i Saint Barthélemy, s jedne strane, i Anguilla s druge strane.
Kada je ugovor potpisan, Saint Martin i Saint Barthélemy bili su dio francuskog prekomorskog departmana Gvadalupa. Godine 2007. Saint Martin i Saint Barthélemy postali su dvije zasebne prekomorske zajednice Francuske. Kao rezultat toga, prvi ugovor sada definira samo pomorsku granicu između Angvile i Svetog Martina. Ne postoji pomorska granica između Angvile i zasebne zajednice Sveti Bartolomej.

## Drugi ugovor
Drugim ugovorom utvrđuje se granica između britanskog teritorija Montserrat i francuskog teritorija Gvadalupa. Granica je pojednostavljena ekvidistantna linija koja prolazi kroz prolaz Guadeloupe u otprilike smjeru istok-zapad. Sastoji se od četiri segmenta ravne linije definirana s pet pojedinačnih koordinatnih točaka. Zapadni kraj granice čini tromeđu s Venezuelom, a najistočniji kraj granice čini tromeđu s Antigvom i Barbudom. Puni naziv ugovora je Sporazum o pomorskom razgraničenju između Vlade Republike Francuske i Vlade Ujedinjenog Kraljevstva Velike Britanije i Sjeverne Irske koji se odnosi na Guadeloupe i Montserrat.

## Vanjske poveznice
- Prvi ugovor u Državnim arhivima UK-a
- Drugi ugovor na stranicama UN-a